# 2003-as Superbike-világbajnokság
A 2003-as Superbike-világbajnokság volt a tizenhatodik szezon a sportág történetében. A március 2-án kezdődő és október 19-én végződő bajnokságot a brit Neil Hodgson nyerte.

## Versenynaptár
|    | Dátum          | Helyszín           | Versenypálya   | 1. verseny győztese | 2. verseny győztese | Beszámoló |
| -- | -------------- | ------------------ | -------------- | ------------------- | ------------------- | --------- |
| 1  | Március 2.     | Spanyolország      | Valencia       | Neil Hodgson        | Neil Hodgson        | Report    |
| 2  | Március 30.    | Ausztrália         | Phillip Island | Neil Hodgson        | Neil Hodgson        | Report    |
| 3  | Április 27.    | Japán              | Sugo           | Neil Hodgson        | Neil Hodgson        | Report    |
| 4  | Május 18.      | Olaszország        | Monza          | Neil Hodgson        | Neil Hodgson        | Report    |
| 5  | Június 1.      | Németország        | Oschersleben   | Neil Hodgson        | James Toseland      | Report    |
| 6  | Június 15.     | Egyesült Királyság | Silverstone    | Neil Hodgson        | Neil Hodgson        | Report    |
| 7  | Június 22.     | San Marino         | Misano         | Rubén Xaus          | Rubén Xaus          | Report    |
| 8  | Július 13.     | USA                | Laguna Seca    | Pierfrancesco Chili | Rubén Xaus          | Report    |
| 9  | Július 27.     | Egyesült Királyság | Brands Hatch   | Shane Byrne         | Shane Byrne         | Report    |
| 10 | Szeptember 7.  | Hollandia          | Assen          | Rubén Xaus          | Neil Hodgson        | Report    |
| 11 | Szeptember 28. | Olaszország        | Imola          | Rubén Xaus          | Rubén Xaus          | Report    |
| 12 | Október 19.    | Franciaország      | Magny-Cours    | Neil Hodgson        | Rubén Xaus          | Report    |

## Végeredmény

### Versenyző
| 1  | Neil Hodgson        | Ducati 999 F03                | Ducati Fila                            | 489 |
| 2  | Rubén Xaus          | Ducati 999 F03                | Ducati Fila                            | 386 |
| 3  | James Toseland      | Ducati 998 F02                | HM Plant Ducati                        | 271 |
| 4  | Régis Laconi        | Ducati 998 RS                 | Caracchi NCR Nortel Networks           | 267 |
| 5  | Gregorio Lavilla    | Suzuki GSX-R 1000             | Alstare Suzuki                         | 256 |
| 6  | Chris Walker        | Ducati 998 F02                | HM Plant Ducati                        | 234 |
| 7  | Pierfrancesco Chili | Ducati 998 RS                 | Team PSG-1                             | 197 |
| 8  | Steve Martin        | Ducati 998 RS                 | D.F.X. Racing Team                     | 139 |
| 9  | Lucio Pedercini     | Ducati 998 RS                 | Team Pedercini                         | 112 |
| 10 | Marco Borciani      | Ducati 998 RS                 | D.F.X. Racing Team                     | 111 |
| 11 | Mauro Sanchini      | Kawasaki ZX-7RR               | Kawasaki Bertocchi                     | 108 |
| 12 | Troy Corser         | Petronas FP1                  | Foggy PETRONAS Racing                  | 107 |
| 13 | Juan Borja          | Ducati 998 RS                 | D.F.X. Racing Team                     | 87  |
| 14 | Ivan Clementi       | Kawasaki ZX-7RR               | Kawasaki Bertocchi                     | 76  |
| 15 | Giovanni Bussei     | Yamaha YZF-R1 / Ducati 998 RS | UnionBike GiMotorsport / Ducati Austin | 52  |
| 16 | Shane Byrne         | Ducati 998 F02                | Monstermob Ducati                      | 50  |
| 17 | John Reynolds       | Suzuki GSX-R 1000             | Rizla Suzuki                           | 42  |
| 18 | Vittorio Iannuzzo   | Suzuki GSX 1000R              | Alstare Suzuki                         | 37  |
|    | Alessandro Gramigni | Yamaha YZF-R1                 | Nuvolari 391                           | 37  |
| 20 | Yukio Kagayama      | Suzuki GSX-R 1000             | Rizla Suzuki                           | 35  |
| 21 | Leon Haslam         | Ducati 998 RS                 | Renegade Ducati                        | 35  |
| 22 | David Garcia        | Ducati 998 RS                 | Caracchi NCR Nortel Networks           | 28  |
| 23 | Michael Rutter      | Ducati 998 RS                 | Renegade Ducati                        | 23  |

| 24 | Hitoyasu Izutsu    | Honda VTR1000 SPW | Team HRC               | 20 |
| 25 | Mat Mladin         | Suzuki GSX-R 1000 | Suzuki Yoshimura       | 13 |
| 26 | James Haydon       | Petronas FP1      | Foggy PETRONAS Racing  | 12 |
|    | Sergio Fuertes     | Suzuki GSX 1000R  | MIR Racing             | 12 |
| 28 | Sean Emmett        | Ducati 998 RS     | ETI Racing             | 11 |
|    | Nello Russo        | Ducati 998 RS     | Team Pedercini         | 11 |
| 30 | Aaron Yates        | Suzuki GSX-R 1000 | Suzuki Yoshimura       | 10 |
| 31 | Dean Ellison       | Ducati 996        | Firepower Ducati       | 8  |
|    | Sébastien Gimbert  | Suzuki GSX-R 1000 | SERT                   | 8  |
|    | Atsushi Watanabe   | Suzuki GSX-R 1000 | Team Suzuki            | 8  |
|    | Serafino Foti      | Ducati 998 RS     | Team Pedercini         | 8  |
| 35 | Walter Tortoroglio | Honda VTR1000 SP2 | White Endurance        | 6  |
|    | Bertrand Stey      | Honda VTR1000 SP2 | White Endurance        | 6  |
|    | Horst Saiger       | Yamaha YZF-R1     | Remus Racing Austria   | 6  |
| 38 | Christian Zaiser   | Suzuki GSX 1000R  | Racing Team Zaiser     | 4  |
|    | Kenichiro Nakamura | Honda VTR1000 SP2 | Blue Helmet MSC        | 4  |
| 40 | Luca Pedersoli     | Ducati 998 RS     | Team Pedercini         | 3  |
|    | Paolo Blora        | Ducati 996 RS     | Lucido Corse           | 3  |
|    | Frederic Protat    | Yamaha YZF-R1     | UnionBike GiMotorsport | 3  |
| 43 | Gianmaria Liverani | Yamaha YZF-R1     | UnionBike GiMotorsport | 2  |
|    | Luca Pini          | Suzuki GSX-R 1000 | Boselli Racing         | 2  |
|    | Jiri Mrkyvka       | Ducati 998 RS     | JM SBK Team            | 2  |

### Gyártó
| 1 | Ducati       | 600 |
| 2 | Suzuki       | 306 |
| 3 | Kawasaki     | 130 |
| 4 | Petronas FP1 | 118 |
| 5 | Yamaha       | 69  |
| 6 | Honda        | 31  |